# Пампанга (река)
Пампанга (англ. Pampanga River) — река на Филиппинах. Ранее была известна, как Рио-Гранде-де-Пампанга. Находится в провинции Пампанга на острове Лусон, в административном регионе Центральный Лусон. Протяжённость реки составляет около 260 км, а площадь её бассейна насчитывает 9759 км².

## География
Истоки находятся в горной цепи Сьерра-Мадре. Впадает в Манильский залив. Протекает через провинции Пампанга, Нуэва-Эсиха, Булакан, Тарлак и Кесон. Это вторая по величине река на острове Лусон и третья — на Филиппинах.
Основные притоки — Пеньяранда и Коронель-Сантор в восточной части впадины и Рио-Чико со стороны северо-запада. Река Ангат присоединяется к ней в Калумпите, провинция Булакан. В центральной части бассейна у берегов реки находится гора Араят (1026 м). К юго-востоку от горы Араят расположено болото Кандаба, занимающее площадь около 250 км². Оно поглощает большую часть потоков воды, стекающих с западных склонов Сьерра-Мадре.

## Наводнения
По статистике в бассейне реки бывает по крайней мере одно наводнение в год. Район очень сильно увлажнён, особенно в сезон дождей, с июля по сентябрь. Сильные наводнения происходили в районе в мае 1966 во время прохождения тайфуна Ирма (Кларинг); в мае и июне 1976 году в ходе тайфуне Ольга (Диданг); в июне, июле и августе 1972 во время прохождения тайфуна Ора (Консинг). В июне того же года, очень медленно перемещаясь, тайфун Сьюзен (Эденг) обрушился на Лусон более чем на сутки. В июле прошли мощные тайфуны Рита (Глоринг) и Тесс. Затем, 17-21 июля — тропический шторм Винни, тайфун Алиса. Значительное наводнение было в период действия тайфунов Хал (Куринг) и Ирма (Далинг) в июне 1985 года. Тайфун Бетти (Маринг) в июле и августе того же года принес большое количество дождей.
Для защиты от наводнений сооружаются плотины, из которых наиболее известна плотина на реке Пантабанган. Плотины обеспечивают орошение на фермах в провинциях Тарлак и Нуэва-Эсиха. В низовьях Пампанга делится на ряд рукавов. Здесь также сооружено много прудов и оросительных каналов.